# Saint-Jean de Montmartre
Saint-Jean de Montmartre är en kyrkobyggnad i Paris, invigd åt den helige Johannes. Kyrkan är belägen vid Rue des Abbesses i Paris artonde arrondissement.